# Део, Сима
Сима Део (маратхи सीमा देव; 27 марта 1942, Бомбей, Британская Индия — 24 августа 2023, Бандра, Махараштра) — индийская актриса

 и кинопродюсер, занятая в фильмах на хинди и маратхи.

## Биография
Родилась 27 марта 1942 в Бомбее, получив при рождении имя Налини Шараф.
Чтобы финансово помочь своей семье, девушка решила найти работу в кино. Благодаря тому, что с детства обучалась классическому танцу, она получила роль в фильме на маратхи Aaliya Bhogasi 1957 года, после чего взяла себе сценическое имя «Сима». На следующий год актриса впервые исполнила главную женскую роль в фильме Gyanba Tukaram. А сыграв слепую девушку в Jagachya Pathivar (1960), Сима доказала, что у неё есть актёрский талант. За роль в фильме Pahure Kiti Vaat (1963) она была награждена кинопремией штата Махараштра. Среди других её фильмов на маратхи — Miya Bibi Razi (1960), Vardakshina (1962) и Molkarin (1963). Она также снялась в болливудском фильме Bhabhi Ki Chudiyan (1961) в роли молодой жены в паре с Шайлешем Кумаром.
Сима познакомилась с актёром Рамешем Део в пригородном поезде по дороге на съёмки в начале своей карьеры. Поскольку её мать, сопровождавшая дочь на работе, не одобряла ухаживаний Рамеша, он в итоге сделал девушке предложение прямо во время съёмок. Они поженились в 1963 году, и Сима сделала перерыв в карьере из-за появления детей. 
Когда дети подросли, она вернулась в кино как характерная актриса. Поскольку кинематограф на маратхи в тот период находился в упадке, она чаще снималась в фильмах на хинди, среди которых «Ананд» (1971), «Преодоление» (1972) и «Чистый лист бумаги» (1974).
В 1975 году Део попробовала себя в качестве продюсера, выпустив киноленту Ya Sukhano Ya. Её следующий проект Sarja (1987) принёс ей Национальную кинопремию за лучший фильм на маратхи.
Всего она снялась почти в 80 фильмах. В последний раз на экранах актриса появилась в драме Jivan Sandhya 2021 года.
В 2020 году у актрисы диагностировали болезнь Альцгеймера. Сима скончалась 24 августа 2023 года, спустя год после того, как не стало её мужа. У неё осталось двое сыновей: актёр Аджинкья Део и режиссёр Абхинай Део.